# Parlamentní volby v Nizozemsku 2006

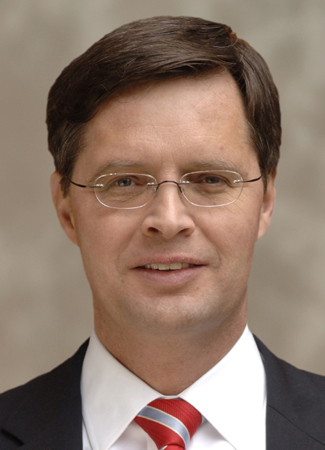
Předseda vítězné strany Jan Peter Balkenende.

Nizozemské všeobecné volby v roce 2006 se konaly 22. listopadu 2006. 
|  | Politická strana                                                                      | Politická ideologie    | Vůdce kandidátky     | Hlasů     | Mandátů | +/- | Hlasy v % | Mandáty v % |
|  | ------------------------------------------------------------------------------------- | ---------------------- | -------------------- | --------- | ------- | --- | --------- | ----------- |
|  | Křesťanskodemokratická výzva (Christen-Democratisch Appèl, CDA)                       | křesťanská demokracie  | Jan Peter Balkenende | 2 608 573 | 41      | -3  | 26,5      | 27,3        |
|  | Strana práce (Partij van de Arbeid, PvdA)                                             | sociální demokracie    | Wouter Bos           | 2 085 077 | 33      | -9  | 21,2      | 21,3        |
|  | Socialistická strana (Socialistische Partij, SP)                                      | socialismus            | Jan Marijnissen      | 1 630 803 | 25      | +16 | 16,6      | 17,3        |
|  | Lidová strana pro svobodu a demokracii (Volkspartij voor Vrijheid en Democratie, VVD) | liberalismus           | Mark Rutte           | 1 443 312 | 22      | -6  | 14,7      | 14,7        |
|  | Strana pro svobodu (Partij voor de Vrijheid, PVV)                                     | národní konzervatismus | Geert Wilders        | 579 490   | 9       | +8  | 5,9       | 6,0         |
|  | Zelená levice (GroenLinks, GL)                                                        | zelená politika        | Femke Halsema        | 453 054   | 7       | -1  | 4,6       | 4,7         |
|  | Křesťanská unie (ChristenUnie, CU)                                                    | křesťanský socialismus | André Rouvoet        | 390 969   | 6       | +3  | 4,0       | 4,0         |
|  | Demokraté 66 (Democraten 66, D66)                                                     | sociální liberalismus  | Alexander Pechtold   | 193 232   | 3       | -3  | 2,0       | 2,0         |
|  | Strana pro zvířata (Partij voor de Dieren, PvdD)                                      | Práva zvířat           | Marianne Thieme      | 179 988   | 2       | +2  | 1,8       | 1,3         |
|  | Státní reformní strana (Staatkundig Gereformeerde Partij, SGP)                        | konzervatismus         | Bas van der Vlies    | 153 266   | 2       | 0   | 1,6       | 1,3         |
|  | Ostatní                                                                               | –                      | –                    | 100 919   | –       | –   | 1,0       | –           |
|  | Dohromady                                                                             | Dohromady              |                      | 9,838,683 | 150     | 0   | 100,0     | 100,0       |
|  | Účast                                                                                 | Účast                  |                      | 9 854 998 | –       | –   | 80,4      | –           |

## Městské výsledky

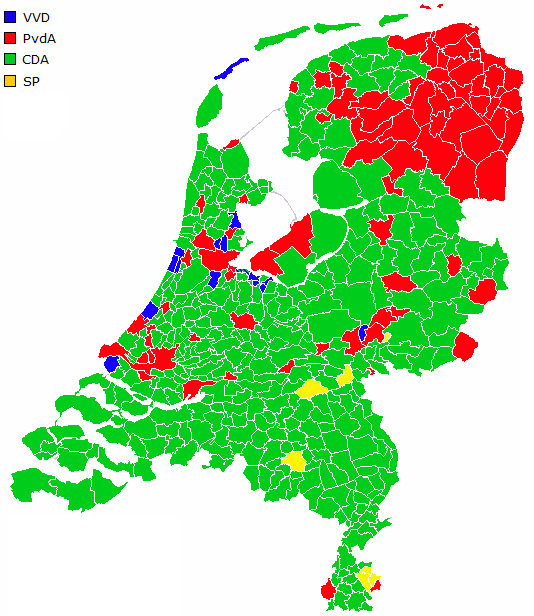

| CDA | PvdA | SP | VVD |